# Österreichische Akademie der Wissenschaften, Mathematisch-Naturwissenschaftliche Klasse. Anzeige
Österreichische Akademie der Wissenschaften, Mathematisch-Naturwissenschaftliche Klasse, Anzeiger (abreviado Österr. Akad. Wiss., Math.-Naturwiss. Kl. Anz.) es una revista ilustrada con descripciones botánicas que es editada en Austria desde el año 1947. Fue precedida por Kaiserl. Akad. Wiss. Wien, Math.-Naturwiss. Kl., Anz..